# ماتياس فريث
ماتياس فريث (20 فبراير 1998 ببلجيكا - ) هو لاعب كرة قدم بلجيكي في مركز الوسط.

## روابط خارجية
- ماتياس فريث على موقع الاتحاد البلجيكي (الإنجليزية)
- ماتياس فريث على موقع قاعدة بيانات كرة القدم.إي يو (الإنجليزية)
- ماتياس فريث على موقع Soccerway.com (الإنجليزية)